# Salomon Levysohn
Salomon Frederik Levysohn, född 14 oktober 1858 i Köpenhamn, död där 25 februari 1926, var en dansk musiker.
Levysohn blev student 1876 och bedrev under några år tekniska studier. Han övergick dock till musiken och blev lärjunge till Otto Malling och Victor Bendix. Han blev tidigt medlem i Studenter-Sangforeningen, var dess dirigent 1884–96 och 1903–17 samt inlade som sådan stor förtjänst av denna förenings konstnärliga utveckling. Han var och musikanmälare på Morgenbladet 1885–91.
År 1891 anställdes Levysohn vid Det Kongelige Teater som operarepetitör, var från 1899 tillika musikarkivarie där, och tidvis också dirigent i Det Kongelige Kapel. Han reviderade eller översatte en stor del av de under hans tid uppförda operatexterna ur den gamla repertoaren. Han var ordförande för Studentersamfundets arbetarkonserter. Han skrev en essä över C.F.E. Horneman (i "Tilskueren", 1922).